# Hydrellia caliginosa
Hydrellia caliginosa är en tvåvingeart som beskrevs av Cresson 1936. Hydrellia caliginosa ingår i släktet Hydrellia och familjen vattenflugor. Inga underarter finns listade i Catalogue of Life.